# ذي يعلل (الرضمة)

تعديل مصدري - تعديل

ذي يعلل هي إحدى قرى عزلة كحلان بمديرية الرضمة التابعة لمحافظة إب، بلغ تعداد سكانها 537 نسمة حسب تعداد اليمن لعام 2004.